# Doustre
A Doustre folyó Franciaország területén, a Dordogne jobb oldali mellékfolyója.

## Földrajzi adatok
A folyó a Francia-középhegység ban ered 695 méter magasan, és Argentat közelében torkollik a Dordogne-ba. Hossza 51 km.  

## Megyék és városok a folyó mentén
- Corrèze: Montaignac-Saint-Hippolyte, Saint-Pardoux-la-Croisille, La Roche-Canillac és Saint-Martin-la-Méanne